# 留岛夜鹭
留岛夜鹭  是一种已经灭绝的夜鹭属鸟类，曾分布于马斯克林群岛中的留尼汪岛。
留岛夜鹭是马斯克林群岛上体型最大的夜鹭，甚至比夜鹭和棕夜鹭的最大个体还要大。与高度特化的亲缘物种毛里求斯夜鹭和罗德里格斯夜鹭不同，留岛夜鹭并不适应不适应陆地生活，很可能栖息在淡水湿地中；其翅膀强壮有力，可能仍保有飞行能力，且迪布瓦提到这种鸟以鱼类为食。目前留岛夜鹭的化石分别存放于法国国家自然历史博物馆、里昂第一大学和留尼汪自然历史博物馆。

## 分类
长久以来，人们对于留岛夜鹭的认识完全来自于西厄尔·迪布瓦于1674年的一段描述，怀疑描述的是一只亚成鸟，因为描述中的羽色与夜鹭亚成鸟十分类似：
一种苇或大白鹭，其体型与鸡相仿，但非常肥美。羽毛呈灰色，每根羽毛上都有白色斑点，颈部和喙形似鹭，脚是绿色的，外形类似印度鸡（应为家养火鸡）。这种鸟以鱼类为食。
Bitterns or Great Egrets, large as capons, but very fat and good. They have grey plumage, each feather spotted with white, the neck and beak like a Heron, and the feet green, made like the feet of Poullets d'Inde (Porphyrio, W.R.). This bird lives on fish.
1937年，蜂须贺正氏只是将其划分为Megaphoyx属之外，并没有提供更多信息。1974年，伯特兰·科尔瓦佐（Bertrand Kervazo）才在大法兰西岩洞（Grottes des Premiers Français）发现其亚化石骨骼。1994年，考尔斯起初将罗斯柴尔德创建的Ardea duboisi认定为裸名，为其冠以新学名Nycticorax borbonensis。然而最初指定的学名已被多次使用，因此根据优先权原则必须保留。许多其他被认可的马斯克林群岛鸟类学名也是基于类似的描述。随后赛西尔·穆雷-肖维雷和朱利安·彭德·休姆分别于1999年和2013年提议学名修改为Nycticorax duboisi。

## 灭绝
所有留尼汪岛上对于鹭鸟的报告中，仅有迪布瓦的报告可以认定属于该物种，且已经是对于该物种最晚的描述。让·弗耶在1705年则并未提及有鹭鸟。因此，留岛夜鹭可能在1700年左右便已经灭绝。导致其灭绝的原因尚不清楚，可能遭遇了与毛里求斯和罗德里格斯岛上亲缘物种相同的引入掠食者的威胁，或是由于猎人的驱赶而灭绝。